# Paranauphoeta adjuncta
Paranauphoeta adjuncta är en kackerlacksart som först beskrevs av Walker, F. 1868.  Paranauphoeta adjuncta ingår i släktet Paranauphoeta och familjen jättekackerlackor.
Artens utbredningsområde är Kambodja. Inga underarter finns listade i Catalogue of Life.